# Pedro e o Lobo
Pedro e o Lobo é uma história infantil contada através da música. Foi composta por Serge Prokofiev em 1936, com o objectivo pedagógico de mostrar às crianças as sonoridades dos diversos instrumentos. Cada personagem da história  (o Pedro, o lobo, o avô, o passarinho, o pato [ou pata, em algumas versões], o gato e os caçadores) é representada por um instrumento diferente.

## Instrumentação
Em O Pedro e o Lobo é utilizada uma Orquestra Sinfónica completa em que cada personagem é representado por um instrumento ou naipe da orquestra e possui um tema musical ou leitmotiv:
- o Lobo: três Trompas;
- o Avô: Fagote;
- O(A) Pato(a): Oboé;
- O Gato: Clarinete;
- O Passarinho: Flauta Transversal;
- O Pedro: Quarteto de cordas;
- Os Caçadores: o tema é introduzido pelas Madeiras e os disparos são representados pelos Tímpanos e Tímbales e pelo Bombo

## Versões
A segunda versão inglesa foi gravada em 1939 pela RCA Victor, foi feita num álbum de seis discos 78-RPM. Foi narrada por Richard Hale, um autor de filme mais conhecido por papéis de vilão, com a música executada pela Boston Symphony Orchestra (Orquestra Sinfónica de Boston) sob a direcção de Serge Koussevitzky.
Muitas gravações de língua inglesa desta parte famosa seguiram, incluindo estes exemplos:
- Uma gravação bilíngue que caracteriza a narração em espanhol e no inglês por José Ferrer, executado pela Orquestra de Ópera do Estado de Viena, conduzido por Eugène Aynsley Goossens (Kapp Records, 1959).
- Em 1959, uma gravação da EMI pelo Michael Flanders como narrador com a Orquestra Filarmônica sob direção de Efrem Kurtz.
- Uma gravação pela Decca Records no volume 5 do "The World of the Great Classics" (“O Mundo de Grandes Clássicos”, em tradução livre) mostra o Sir Ralph Richardson como o narrador com a London Symphony Orchestra (Orquestra do Sinfônica de Londres), conduzido pelo Sir Malcolm Sargent.
- Uma gravação pela New York Philharmonic com Leonard Bernstein como o maestro e o narrador. A popularidade de grupos televisivos da Young People's Concerts ("Concertos das Pessoas Jovens", em tradução livre) levou a isto uma liberação auspícios (Columbia Records, 1960).
- Uma gravação da Decca Phase 4 com Sean Connery como o narrator, executado pela Royal Philharmonic Orchestra (Real Orquestra Filarmônica) conduzido por Antal Dorati (Decca Records, 1971).
- Em 1971, uma gravação da EMI pelo Richard Baker como narrador, acompanhado pela New Philharmonia Orchestra (Nova Orquestra Filarmônica), conduzido por Raymond Leppard.
- Uma gravação de 1975 pela Deutsche Grammophon pelo Hermione Gingold como narrador, acompanhado pela Orquestra Filarmônica de Viena conduzido por Karl Böhm.
- Uma versão de David Bowie como narrador e executado pela Philadelphia Orchestra (Orchestra de Filadélfia) conduzido pelo Eugene Ormandy (RCA Victor, 1978).
- Uma gravação do Itzhak Perlman como narrador e executado pela Orquestra Filarmônica de Israel, conduzido por Zubin Mehta (EMI, 1986).
- Uma gravação do Alec Guinness como narrator e executado pela Boston Pops Orchestra (Escala da Orquestra de Boston) conduzido por Arthur Fielder (BMG, 1988).
- Uma gravação com Patrick Stewart como o narrator e executado pela Orchestre de L'Opéra Lyon (Orchestra de Opéra National de Lyon) conduzido por Kent Nagano (Erato, 1994).
- Uma gravação com Dame Edna Everage como narradora e executada pela Melbourne Symphony Orchestra (Orquestra Sinfônica de Melbourne) conduzido por John Lanchbery (Naxos Records, 1997).

Na língua Francesa, também se encontram gravações, tais como:
- Uma gravação com Valérie Lemercier como narradora e executada pela "Orchestre national du Capitole de Toulouse"(Orquestra Nacional da Capital de Toulouse, conduzida por Tugan Sokhiev (2007).

Em português do Brasil:
- Em 1989, uma gravação da EMI pela cantora Rita Lee como narradora, acompanhada pela Orquestra Nova Sinfonieta com regência do maestro Roberto Tibiriçá e produção de Roberto de Carvalho.
- Há também uma gravação com narração de Roberto Carlos.

Em português de Portugal:
- Em 1990, a actriz Eunice Muñoz gravou a versão portuguesa de Rui Esteves, acompanhada pela Nova Filarmonia Portuguesa dirigida pelo maestro Álvaro Cassuto.

## Enredo
Pedro é um jovem pioneiro soviético que vive com o seu avô no campo. Um dia, Pedro deixa a porta do jardim aberta, e o pato aproveita a oportunidade para ir nadar na lagoa. Começa a discutir com um pequeno pássaro (“Que tipo de pássaro és tu se não podes voar?” - “Que tipo de pássaro és tu se não podes nadar?”). O gato de Pedro aparece de repente e o pássaro voa para uma árvore alta.
O avô rabugento de Pedro o traz de volta para o jardim e fecha a porta no caso de algum lobo vir. Pouco depois “um grande lobo cinzento” sai do bosque. O gato sobe pela árvore, mas o pato, que saiu da lagoa, foi comido pelo lobo.
Pedro foi buscar uma corda e passa por cima da parede do jardim para a árvore. Pede ao pássaro que voe em torno da cabeça do lobo, enquanto baixa a corda para prender o lobo pela cauda.
Os caçadores saem do bosque e disparam contra o lobo, mas Pedro não deixa. No fim pode-se ouvir o pato dizer "quack" no estômago do lobo, pois o lobo o tinha engolido vivo.
Em algumas versões da história, o pato sai do lobo enquanto este está pendurando da corda e noutras ele sai de dentro de uma árvore, onde se tinha escondido. Junta-se então a todos para levar o lobo para o jardim. 